# Basilia mediterranea
Basilia mediterranea är en tvåvingeart som beskrevs av Hurka 1970. Basilia mediterranea ingår i släktet Basilia och familjen lusflugor. Inga underarter finns listade i Catalogue of Life.